# Киевский национальный университет культуры и искусств
Киевский национальный университет культуры и искусств (укр. Київський національний університет культури і мистецтв) — высшее учебное заведение IV уровня аккредитации.
По состоянию на 2021 год университет насчитывает 10 факультетов и готовит студентов по 33 специализациям.
Научно-педагогическую деятельность осуществляют более 140 докторов наук и профессоров, более 230 кандидатов наук, доцентов, более 50 народных артистов Украины, более 60 заслуженных артистов Украины и заслуженных деятелей искусств Украины, более 50 лауреатов международных и национальных конкурсов и фестивалей, обладателей грантов международных фондов и научно-просветительских организаций. За 50 лет существования университет подготовил более 40000 специалистов для различных направлений культуры и искусства.
С конца 2014 года и. о. ректора стал Игорь Бондарь (до этого ректором был Михаил Поплавский).

## История
В 1968 году в соответствии с Постановлением Совета министров СССР № 608 от 8 августа в 1968 году и постановления Совета Министров УССР № 459 от 28 августа 1968 году был основан Киевский государственный институт культуры им. Корнейчука. В то время при нём существовали лишь «Культурно-просветительный», «Библиотечный» факультеты и факультет «Общественных профессий».
В начале 90-х годах начались политические и социальные процессы, которые затронули всю страну. Особенно активно на эти события среагировала молодежь, которая с надеждой ожидала изменений и нововведений. В КГИК поднялась волна студенческих требований национально-демократического характера. Студенты требовали вывесить сине-жёлтый флаг и отменить советские идеологические дисциплины. В Институте сформировался филиал Украинского студенческого союза, появилось общество украинского языка им. Тараса Шевченко.
21 апреля 1993 года приказом Министра культуры Украины Ивана Дзюбы на должность исполняющего обязанности ректора Киевского государственного института культуры и искусств был назначен неформальный лидер студенчества, доктор педагогических наук, профессор Михаил Поплавский, с которого начался новый этап в истории КГИК.
Новый ректор уже до 1996 года сформировал профессорско-преподавательский коллектив, разработал и воплотил на практике несколько альтернативных проектов финансирования. В Институте были осуществлены первые коммерческие наборы, создана современная материально-техническая база для учебного процесса, обновлены учебные планы и их методическое обеспечение, открыты новые специальности и соответствующие специализированные кафедры, создан факультет довузовской подготовки и новые структурные подразделения.
В 1997 году, согласно концепции «Перспективного развития», разработанной Снитко, были открыты кафедры «Правоведения», «Этнокультурологии», «Компьютерных технологий», «Социологии», а также первый на Украине Институт кино и телевидения для подготовки режиссёров и операторов телевидения, звукорежиссёров, дикторов и ведущих телепрограмм, фотохудожников-рекламистов, режиссёров анимационного кино и тележурналистов.
11 ноября 1997 года Постановлением Кабинета Министров КГИКу был предоставленный статус университета. Это предусматривало, кроме всего прочего, развертывание программ подготовки научно-педагогических кадров не только через аспирантуру, но и докторантуру. Впервые на Украине была открыта докторантура специальностей «Книговедение, библиотековедение и библиографоведение», «Социальная педагогика», «Методика музыкального воспитания».
1 февраля 1999 года Указом Президента Украины за значительный вклад в подготовку высококвалифицированных специалистов для отраслей культуры и сохранения и развитие художественных традиций украинского народа, Киевскому государственному университету культуры и искусств предоставлен статус национального. Бывший КГИК получил название Киевский национальный университет культуры и искусств (КНУКиИ).
В 2014 году Министерство образования и науки Украины лишило вуз лицензии.
В 2020 университет переданный из сферы управления Министерства культуры в сферу управления Министерство образования и науки.
В 2022 году заведующей кафедры эстрадного пения стала Тина Кароль

## Известные преподаватели и выпускники
- Михаил Поплавский — заведующий Кафедрой PR и журналистики, доктор педагогических наук, профессор, полный кавалер ордена «За заслуги» (2000 г. — III ст., 2001 г. — II ст., 2007 г. — I ст.), лауреат национальной премии «Человек года» (2008 г.), автор многочисленных художественных проектов, в частности: Всеукраинского детского телеконкурса «Шаг к звездам», музыкального телемарафона «Песня объединяет нас», вошедшего в «Книгу мировых рекордов Гиннеса» как «Самый продолжительный песенный марафон в мире» (110 ч. 15 сек.).
- Вениамин Сикора — доктор экономических наук (1986), профессор (1988), академик-основатель АН высшей школы Украины (1992), член Королевского экономического общества (Британия), автор более 200 монографий; в частности, в 1989—1991 годах профессор Сикора был инициатором реформирования и украинизации процесса преподавания в Киевском государственном институте культуры.
- Тина Кароль — заведующая кафедрой эстрадного вокала. Украинская певица и актриса, телеведущая, общественный деятель, народная артистка Украины(2017). Солистка ансамбля песни и танца Вооружённых сил Украины.
- Денис Богуш — политтехнолог, эксперт в сфере стратегических коммуникаций, специалист по антикризисным кампаниям, вице-президент Украинской PR-Лиги, официальный представитель Международной ассоциации паблик рилейшнс (IPRA) в Украине, член Всемирного совета IPRA (2006—2008 гг.), президент PR-агентства Bohush Communications.
- Инна Костыря — заведующий Кафедрой международных отношений, доцент, доктор политических наук, заслуженный работник культуры Украины. Автор более 50 статей и учебных пособий.
- Роман Бессмертный — украинский политик, государственный деятель, дипломат, один из авторов Конституции Украины, кандидат политических наук.
- Валерий Ластовский — историк, археолог, правовед, профессор (2012), доктор исторических наук (2007).
- Григорий Решетник — телеведущий, актёр, режиссёр, диктор, шоу-мэн и общественный деятель.
- Игорь Охрименко — заслуженный деятель искусств Украины, главный хормейстер, дирижёр Академического ансамбля песни и пляски Государственной пограничной службы Украины, дирижёр.
- Владимир Кукоренчук — заслуженный деятель искусств Украины, член союза кинематографистов, кинооператор высшей категории.
- Нина Шаролапова — народная артистка Украины, работала в Киевском академическом театре русской драмы им. Л. Украинки.
- Роман Ширман — один из ведущих украинских кинорежиссёров, заместитель председателя Национального союза кинематографистов Украины.
- Владимир Хмельницкий — заслуженный деятель искусств, член национального союза кинематографистов Украины.
- Николай Гончаренко — член Правления Национального союза кинематографистов Украины (НСКУ), Национального союза журналистов Украины (НСЖУ), кинооператор-постановщик высшей категории.
- Леонтий Барилюк — заслуженный архитектор Украины, член-корреспондент академий архитектуры и строительства Украины.
- Алексей Овчаренко — член Национального союза художников Украины, живописец, скульптор.
- Андрей Данилко — комедийный актёр, певец, сценарист, телеведущий, композитор, член жюри и наставник украинского проекта «X-Фактор».
- Ахтем Сеитаблаев — актёр и режиссёр, заслуженный артист АР Крым, ведущий военно-патриотического ток-шоу «Храбрые сердца» на телеканале «1+1», директор государственного предприятия «Крымский дом».
- Остап Ступка — украинский актёр, народный артист Украины, лауреат Художественной премии «Киев» имени Амвросия Бучмы.
- Дмитрий Ступка — украинский актёр театра и кино.
- Светлана Деркач — заслуженный деятель искусств Украины, режиссёр-постановщик эстрадных мероприятий.
- Владимир Фишер — заслуженный деятель искусств Украины, специалист по режиссуре эстрады, мастерству актёра и сценарному мастерству.
- Леся Малоока — кандидат исторических наук, доцент Кафедры шоу-бизнеса, ведущий менеджер в сфере шоу-бизнеса.
- Леся Репецкая (Тельнюк) — украинская певица, композитор, участница дуэта"Сестры Тельнюк", народная артистка Украины (2019).
- Елена Хлыстун — заведующая и преподаватель Кафедры шоу-бизнеса, доцент, кандидат искусствоведения, режиссёр-постановщик, режиссёр телеверсии. Учредила студенческий театр эстрады «Юбиляры», поставила 5 авторских представлений, 12 побед на международных фестивалях.
- Анатолий Матвийчук — кандидат исторических наук, народный артист Украины, поэт, лауреат Национальной премии им. И. Франко, лауреат литературных премий им. А. Малышко, Д. Луценко, А. Олеся. Доцент Кафедры шоу-бизнеса.
- Владимир Горянский — народный артист Украины, киноактёр, телеведущий, член Национального союза театральных деятелей Украины.
- Владимир Моисеенко — народный артист Украины, артист эстрады, лауреат всеукраинских и международных конкурсов, участник комического дуэта «Кролики» с Владимиром Данильцем.
- Владимир Гданский — заслуженный артист Украины, главный дирижёр Национального академического драматического театра имени Ивана Франко.
- Богдан Бенюк — народный артист Украины, профессор Кафедры театрального искусства.
- Владимир Абазопуло — народный артист Украины, доцент Кафедры театрального искусства.
- Григорий Чапкис — народный артист Украины, член Национального союза хореографов Украины, лауреат международных конкурсов, обладатель Золотых медалей: «Золотой фонд нации», «Человек третьего тысячелетия».
- Раду Поклитару — преподаватель, лауреат Национальной премии Украины им. Шевченко, народный артист Молдовы, художественный руководитель театра «Киев модерн-балет».
- Виктор Вечерский — кандидат архитектуры, искусствовед, памятниковед, заслуженный работник культуры Украины, член-корреспондент Украинской академии архитектуры, действительный член ICOMOS, доцент КНУКиМ.
- Елена Гончарова — доктор культурологии, профессор. Автор более 60 научных работ.
- Олег Сербин — директор Научной библиотеки им. М. Максимович Киевского национального университета имени Тараса Шевченко.
- Николай Ткач — автор многочисленных научных, научно-популярных и учебно-методических работ, член национального союза писателей с 1983 г., руководитель Минского центра Черниговского землячества.
- Иван Синельников — заслуженный работник культуры Украины, фольклорист-музыковед,

## Факультеты
По состоянию на 2022 год университет включает 11 факультетов:
- Факультет кино и телевидения
- Факультет гостинично-ресторанного и туристического бизнеса
- Факультет дизайна и рекламы
- Факультет международных отношений
- Факультет связей с общественностью и журналистики
- Факультет музыкального искусства
- Факультет хореографического искусства
- Факультет ивент-менеджмента, фэшн и шоу-бизнеса
- Факультет сценического искусства
- Факультет информационной политики и кибербезопасности.
- Факультет TikTok